# 梁荣欣
梁荣欣（1941年4月—），男，汉族，黑龙江呼兰人，中华人民共和国农业教育家、政治人物，东北农业大学原副校长、教授，黑龙江省政协原副主席，中国民主同盟中央委员会原常务委员，第九、十届全国政协委员。